# Баязитов, Атаулла
Атаулла́ (Гатаулла́) Баязи́тов (тат. Атаулла Баязитов; 1846, Темгенево, Касимовский уезд, Рязанская губерния, Российская империя — 21 апреля (4 мая) 1911, Петербург, Российская империя) — религиозный и общественный деятель, многолетний лидер мусульманской общины Петербурга. Служил преподавателем тюркских наречий и мусульманского права в Учебном отделе восточных языков Азиатского департамента, драгоманом Первого департамента Министерства иностранных дел в чине надворного советника. Учредил первую газету на татарском языке — «Нур» («Свет»). В 1880-х годах стал инициатором строительства Петербургской соборной мечети.

## Биография
Родился в 1846 году в деревне Тюменсу Касимовского уезда Рязанской губернии в семье имама. Начальное образование получил в медресе своего отца. Учился в медресе «Баймурад» Касимовского уезда, затем в медресе «Кышкар» Казанского уезда. В 1867 году вернулся в село Четаево (Чутай) и в течение трёх лет преподавал логику и философию в сельском медресе. В 1870 году выдержал экзамен в Оренбургском магометанском духовном собрании и получил звание имама-хатыба-джалия мударриса.
В 1871 году получил приглашение из Петербурга, где возглавил 2-й мусульманский приход. Богослужения прихода проходили в квартире Баязитова по адресу Набережная реки Мойки, дом 22, кв. 28. Позже был назначен старшим ахуном в крымскотатарском эскадроне Собственного Его Императорского Величества Конвоя и Отдельного гвардейского корпуса. Служил переводчиком и преподавателем в Учебном отделе восточных языков Азиатского департамента Министерства иностранных дел, Николаевского кадетского корпуса и других учебных заведений Петербурга.
В 1880-х годах обращался за разрешением издавать газету «Хэфтэ» («Неделя») на татарском и русском языках. Лишь в сентябре 1905 года он получил разрешение и стал учредителем и редактором газеты «Нур» («Свет»), которая стала первой в Петербурге газетой, издаваемой на татарском языке (казанском диалекте).
В 1881 году вместе с имамом первого мусульманского прихода М. З.-Ш. Юнусовым обратился к властям Петербурга за разрешением на строительство Петербургской соборной мечети. Одновременно с этим началась всероссийская кампания по сбору средств на строительство мечети, ставшая видным феноменом общественного движения российских мусульман. В 1906 году получил разрешение правительства учредить и возглавить Особый комитет уполномоченных лиц по сбору средств на строительство мечети. За период с 1883 по 1898 год было собрано около 37 000 рублей. 3 февраля 1910 года состоялась церемония закладки мечети. Будучи уже тяжело больным, Баязитов принял участие в торжественном акте закладки мечети и даже произнес речь.
Умер в апреле 1911 года. В день похорон Баязитову были отданы почести как высшему мусульманскому деятелю Петербурга: по приказу петербургского градоначальника на пять минут было остановлено движение городского транспорта, а из заводских труб издавались протяжные гудки. Баязитова похоронили на Магометанском кладбище. Могила не сохранилась.

## Память
- В 2011 году в связи со столетием со дня смерти на средства, собранные Татарской национальной культурной автономией Санкт-Петербурга, на кладбище был установлен кенотаф.
- 20 декабря 2011 года во внутреннем дворе восточного и филологического факультетов СПбГУ (Университетская наб., 11)  был открыт памятник-бюст (скульптор Винера Абдуллина)[7].
- В Санкт-Петербурге, в Петроградском районе у мечети появился сквер имени Баязитова[8].

## Труды
Автор книг по исламу. В книге «Возражение на речь Эрнеста Ренана: Ислам и наука» вступил в полемику с французским ученым Ренаном, который заявлял о несовместимости положений ислама и рационального знания. В книге «Отношение Ислама к науке и иноверцам» Баязитов доказывал, что одним из основополагающих принципов веротерпимости ислама является цивилизованное отношение к иноверцам. В работе «Ислам и прогресс» утверждал о принципиальной совместимости исламской религии и прогресса.

## Награды
Заслуги отмечены золотой и серебряной медалями «За усердие» для ношения на шее на Станиславовской ленте; орденами Святого Станислава 3-й степени и Святой Анны 2-й и 3-й степеней; орденом Эмира Бухарского и иранского ордена Льва и солнца.